# Spondylurus nitidus
Espèce
Synonymes
- Mabuia nitida Garman, 1887

Statut de conservation UICN

 EN B1ab(i,ii,v) : En danger
Spondylurus nitidus est une espèce de sauriens de la famille des Scincidae.

## Répartition
Cette espèce est endémique de Porto Rico. Elle se rencontre dans les îles de Porto Rico, de Vieques, de Desecheo, de Culebra, de Cayo Norte, de Cayo Luis Peña et de Cayo Icacos.

## Étymologie
Le nom spécifique nitidus vient du latin nitidus, brillant, poli, en référence à la coloration de ce saurien.

## Publication originale
- Garman, 1887 : On West Indian reptiles. Scincidae. Bulletin of the Essex Institute, vol. 19, p. 51-53 (texte intégral).